# Ахейцы (пьеса)
«Ахейцы» — комедия древнегреческого драматурга Менандра (IV—III века до н. э.), от которой сохранился только один короткий фрагмент в три стиха, найденный в XX веке в обрывке античной папирусной антологии: «Судьба в несчастьях вышколила бедного, // Чтоб он извлёк всё самое хорошее, // Коль Случай жизнь его изменит к лучшему» (фрг. 256). О времени написания и сюжете пьесы ничего не известно.